# 今井昌雪
今井 昌雪（いまい まさゆき、1940年12月21日 - ）は静岡県伊東市出身の元プロゴルファー。朝霧ジャンボリーゴルフクラブ所属。

## 来歴
1962年にプロ入りし 、同年の日本オープンでは杉原輝雄・陳清波（ 中華民国）・橘田規・小針春芳に次ぐと同時に石井迪夫・勝俣敏男と並ぶ6位タイ、1965年の関東プロでは戸塚カントリー倶楽部のコースレコード70を記録して石井冨士夫の2位に入った。
1970年の関東プロでは三浦勝利・河野高明・佐々木勝と並んで石井の2位タイ、1971年のロレックストーナメントでは鷹巣南雄・矢部昭・森憲二と共にアーノルド・パーマー（ アメリカ合衆国）と並ぶ2位タイ に入った。
1972年はニュージーランドPGAに杉本英世・河野高・村上隆・内田繁・尾崎将司と共に招待されて出場し、アジアサーキット・フィリピンオープンでは初日に3位に着け、最終日は謝永郁（中華民国）と並んで杉本に1打差付けての首位タイでスタート。村上の追い上げを許すが、鷹巣、ベン・アルダ（ フィリピン）と並んで4位タイと健闘。
国内では沖縄テレビカップ（6380ヤード、パー72）で山本善隆・橘田・宮本省三・新井規矩雄・沼澤聖一・杉原・村上・尾崎らを抑え、細石憲二と並んで、時に56歳5ヶ月と4日、レギュラーの最年長優勝記録を樹立した中村寅吉の2位タイに入った。大会は2日間54ホールの忙しくタフな試合であったが、この試合の参加人数などは不明だが、日本中の100数十人のプロが参加し、当時は沖縄返還記念の行事として大々的に開催された。
中日クラウンズでは初日に尾崎が中村寅と並んで74と出遅れ、2日目には『和製ビッグ3』の河野高・杉本・安田春雄が揃って予選落ちするなど日本勢が苦しむ中、ピーター・トムソン（ オーストラリア）、テリー・ケンドール（ ニュージーランド）に次ぐと同時にサム・スニード（アメリカ）、ジョニー・ミラー（アメリカ）、イレネオ・レガスピ（フィリピン）、謝敏男（中華民国）を抑えて日本人最上位の3位と健闘。
ABC日米対抗個人戦では初日を村上と並んでの10位タイでスタートすると、2日目にはアウトを4バーディの1ボギー、インでも3バーディの1ボギーのいずれも33で回り、この日のベストスコア66をマークして5位タイに躍進。最終日も気合の入ったプレーを見せ、前日まで首位のリー・エルダー（アメリカ）と並ぶ日本勢最高位の4位タイと健闘。
1973年の第1回KBCオーガスタでは石井裕士・宮本省・村上、ブライアン・ジョーンズ（オーストラリア）、吉川一雄・平野勝之と並んでの7位タイ、関東オープンでは謝敏・尾崎と並んでの8位タイに入った。
大箱根カントリークラブ所属を経て、1974年からは富士宮市の朝霧ジャンボリーGC所属プロとなる。
1974年のスポーツ振興インターナショナルでは2日目に大場勲・郭吉雄（中華民国）・宮本省三と並んでの3位タイ、3日目には島田幸作と並んでの5位タイに着けた。
1975年、初めて海外で開催された日本のトーナメント「クイリマ&タカヤマ・クラシック」に出場し、初日を鈴村照男・鷹巣と並んでの5位タイ、内田とペアを組んだダブルスでは吉川&鈴木規夫ペアと並んでの3位タイでスタート。2日目に4位タイ とし、最終日にはダブルスで5位に入った。
1975年の全日本ミックスダブルスでは岡田美智子とペアを組み、初日を内田&諸星明美ペア・石井富男&鈴木美重子ペア・三浦&藤村政代ペア・村上&佐々木マサ子ペア・石井冨&小滝澄枝ペアを抑えての首位でスタートし、最終日には石井富&鈴木の2位 に終わった。
1975年の第1回日本プロマッチプレーでは初日に杉本らとアウト15番目にスタートし、4番の6mパットを沈めて連続3バーディーの好調を維持して、自身が持っていた戸塚CCのコースレコードを更新する4アンダー68で首位に立った。2日目には安田らと共に無難に3アンダーで通過したが、3日目には雨に災いされて波乱含みの中で山田健一に1ホール残して敗退。
ホームの朝霧で行われた1977年の関東オープンでは、初日に小林富士夫・長谷川勝治と4アンダー66で並んで首位に立つ。2日目には崩れて4位に落ちたが、3日目には12番でイーグルを取り、共に首位タイで譲らない村上・川田時志春と激しい首位争いを演じる。16番では第2打をひっかけてサブグリーンとの間のラフに入り、20mはあったものの、ナイスアプローチで一緒につけたが、フックラインを外してボギーに終わる。川田と共に首位を守ろうとするあまり、パットの微妙なタッチにしくじって結局6アンダーと後退し、最終日には矢部・上原宏一と並んでの7位タイに終わった。
1978年の阿蘇ナショナルパークオープンでは初日を関水利晃・草柳良夫・吉川・野口茂・鈴木規・高井吉春と並んでの6位タイでスタートし、最終日には西宮辰幸・高井・中島弘二と並んでの8位タイに入った。
1979年のくずは国際では初日を橘田光弘・宮本・橘田・上原・中村通、グレッグ・ノーマン（オーストラリア）と並んでの6位タイでスタートし、最終日には橘田光・岩下吉久・石井裕・鷹巣・中村・草壁政治・ノーマンと並んでの10位タイに入った。中日クラウンズでは強風の中で迎えた7番でホールインワンを達成し  、関東プロでは青木功・金井清一・川田・長谷川・尾崎・山田に次ぐと同時に謝敏・謝永・菊地勝司・中嶋常幸と並んでの8位タイ に入った。
1980年のKBCオーガスタでは河野高・秋富由利夫、ジョン・マハフィー（アメリカ）、金本章生・横島由一・鷹巣・岩下・菊地勝司と並んでの10位タイに入った。
1981年のゴルフダイジェストトーナメントでは2日目に69をマークして中村と並んでの3位タイ、3日目には矢部と並んでの7位タイに着けた。
1984年の富山県オープンでは初日を十亀賢二・野口・秋富・井上幸一と共に松本紀彦・佐野修一・天野勝・鷹巣に次ぐ6位タイでスタートし、最終日には佐野・鈴木弘一・橘田・内田・松本を抑えて自身唯一の優勝を飾る 。
1984年の大京オープンでは2日目に高橋完・三上法夫・島田幸作と並んでの9位タイに浮上し、3日目には鷹巣・島田と並んでの11位タイに後退したが、最終日には66をマークして石井裕の2位 に入った。
1988年のブリヂストンオープンを最後にレギュラーツアーから引退し、シニア転向後は1992年の近鉄ホームシニアで謝敏・鈴村久と並んでの5位タイ、1993年の近鉄ホームシニアで上田鉄弘・謝敏と並んでの5位タイ、1994年の鳳凰カップでビル・ダンク（オーストラリア）と並んでの8位タイに入った。
1997年の日本プロシニアを最後にシニアツアーからも引退し、2000年の関東プログランドシニアでは6位に入った。

## 主な優勝
- 1984年 - 富山県オープン